# Мартиненко Валентина Василівна
Валенти́на Васи́лівна Марти́ненко (нар. 28 квітня 1936 року, Київ) — мистецтвознавець, член НСХУ (1976). Дружина М. Романишина.

## Біографічні дані
Народилася 28 квітня 1936 року в Києві.
У 1964 році закінчила Ленінградський інститут живопису, скульптури та архітектури (викладачами були — І. Бартенєв, В. Блек, В. Роздольська, Н. Яглова). Працювала на творчій роботі.
У 1970—1990 роках входила до складу художніх рад при творчо-виробничому об'єднанні «Художник» СХУ, Міністерства лісового господарства УРСР. У 1980—1990 роках займалася консультативно-освітньою та виставковою роботою з художниками-аматорами при Київському обласному центрі профспілок. Брала участь в організації експозицій мистецьких виставок, зокрема Е. Контратовича, Н. Грибань, М. Денисенка, М. Романишина. Живе у Києві.

## Наукова робота
Наукові дослідження: українське образотворче та народне декоративно-прикладне мистецтво.
Авторка вступних статей до альбомів «Ернест Контратович» (1973), «Дмитро Головко» (1978) і каталогів виставок «Надія Грибань. Графіка. Художній текстиль. Гобелен» (1983), «Василь Свида. Скульптура» (1987), «Денисенко Михайло. Кераміка» (1989; усім Київ). У журналах «Дніпро», «Образотворче мистецтво», «Україна», газеті «Культура і життя» публікували її розвідки про творчість художників, народних майстрів, закарпатську мистецьку школу.